# Cha Eun-woo
Dans ce nom coréen, le nom de famille, Cha, précède le nom personnel.
Cha Eun-woo (coréen: 차은우), né Lee Dong-min (coréen: 이동민) le 30 mars 1997, couramment appelé Eunwoo (coréen: 은우), est un chanteur, acteur et mannequin sud-coréen. Il est connu pour faire partie du boy group sud-coréen Astro,. Il est également connu pour avoir incarné l'un des rôles principaux dans les drama coréens My ID Is Gangnam Beauty en 2019 et True Beauty en 2020.

## Biographie

### 2013–15: Début de carrière
Il débute en tant qu’acteur avec un rôle secondaire dans le film My Brilliant Life.
En août 2015, Eunwoo et les autres membres de son groupe ont participé dans le web-drama To Be Continued.

### 2016–présent: Début avec Astro et activités solo
Astro a débuté le 23 février 2016 avec le mini-album Spring Up. En août, il a participé à l’émission de variété Replies That Make Us Flutter, pour le spécial Chuseok.
Eunwoo a été hôte de l’émission Show! Music Core aux côtés de Kim Sae-ron et Lee Soo-min. Il a présenté l’émission de 2016 à 2018. La même année, il a joué dans le web-drama My Romantic Some Recipe.
En 2017, Eunwoo a joué dans le drama de KBS2, Hit the Top. La même année, il a joué dans le web-drama Revenge Note.
En 2018, il a joué dans le web-drama Top Management. La même année, Eunwoo a joué dans la série de comédie romantique, My ID Is Gangnam Beauty, qui lui valut son premier rôle principal à l’écran,. Il a gagné en popularité après la diffusion de la série et a été inclus dans le magazine GQ Korea comme ‘Homme de l’année’.
En 2019, il joue dans le drama Rookie Historian Goo Hae-ryung  pour son deuxième rôle principal aux côtés de l’actrice Shin Se-kyung.
En 2020, il a participé à une téléréalité de basketball, Handsome Tigers, aux côtés de plusieurs célébrités coréennes, tous passionnés par ce sport. À la même année, il a aussi participé à une autre téléréalité, Master in the house (all the butlers) 2020.
En décembre 2020, il joue dans une nouvelle série (terminée le 04 février 2021), True beauty, adaptée du webtoon du même nom. Il y joue aux côtés de Hwang In-yeop et Moon Ga-young.

## Discographie
| Année | Titre                 | Album                 | Notes                   | Réf.   |
| ----- | --------------------- | --------------------- | ----------------------- | ------ |
| 2018  | "Rainbow Falling"     | OST de Gangnam Beauty |                         | [ 16 ] |
| 2018  | "Get Myself With You" | S.O.U.L               | Comme membre de S.O.U.L | [ 17 ] |
| 2018  | "Gravity"             | S.O.U.L               | Comme membre de S.O.U.L | [ 18 ] |
| 2018  | "Sugar Cane"          | S.O.U.L               | Comme membre de S.O.U.L | [ 18 ] |
| 2018  | "Me In"               | S.O.U.L               | Comme membre de S.O.U.L | [ 18 ] |
| 2018  | "Together"            | OST de Top Management |                         | [ 19 ] |

## Filmographie

### Cinéma
- 2014 : My Brilliant Life : Ah-reum[3]

- 2022 : Decibel (데시벨) de Hwang In-ho

### Séries télévisées
- 2017 : Hit the Top : MJ[9]
- 2018 : My ID Is Gangnam Beauty : Do Kyung-seok[12]
- 2019 : Rookie Historian Goo Hae-Ryung : Lee Rim[12]
- 2020 :  True Beauty : Lee Suho
- 2023 :  Good day to be a dog : Jin seo won

### Webséries
- 2015 : To Be Continued : Lui-même (MBC Every1)[4]
- 2016 : My Romantic Some Recipe : Lui-même (Naver TV Cast)[8]
- 2017 : Sweet Revenge : Lui-même (Oksusu TV)[10]
- 2018 : Top Management : Yeon-woo (Youtube Red)[11]
- 2022 : Island (아일랜드) : Johan

### Émissions de variétés et présentation
| Année     | Titre                              | Rôle              | Chaîne | Réf.   |
| --------- | ---------------------------------- | ----------------- | ------ | ------ |
| 2016      | Law of the Jungle in New Caledonia | Membre du casting | SBS    | [ 20 ] |
| 2016–2018 | Show! Music Core                   | MC                | MBC    | [ 7 ]  |
| 2018      | Dead If Shot                       | Cast member       | Naver  | [ 21 ] |

### Clips vidéos
| Année | Titre             | Artiste      | Réf.   |
| ----- | ----------------- | ------------ | ------ |
| 2017  | Mysterious        | Hello Venus  | [ 22 ] |
| 2018  | You're the reason | Urban Zakapa | [ 23 ] |
| 2018  | As I Wished       | Urban Zakapa | [ 24 ] |